# Victoria de Las Tunas
Victoria de Las Tunas (eller bare Las Tunas) er en by i det østlige Cuba med et indbyggertal på cirka 202.105 (2012) indbyggere. Byen er hovedstad i den cubanske provins Las Tunas og blev grundlagt i 1759.